# Pavel Andreyevich Bessonov
Pavel Andreyevich Bessonov (tiếng Nga: Павел Андреевич Бессонов; sinh ngày 20 tháng 12 năm 1992) là cầu thủ bóng đá chuyên nghiệp người Nga hiện đang chơi cho FC FAYUR Beslan ở Giải hạng ba quốc gia Nga.